# Słonik żołędziowiec
Słonik żołędziowiec (Curculio glandium) – gatunek chrząszcza z rodziny ryjkowcowatych (Curculionidae), należący do podrodziny Curculioninae i pleminia Curculionini.

## Opis
Dojrzałe osobniki osiągają długość od 4 do 8 mm. Ciało jasnobrązowe z ciemniejszymi plamami. Charakterystyczną cechą jest wydłużony ryjek (rostrum), który służy do składania jaj w żołędziach dębu.

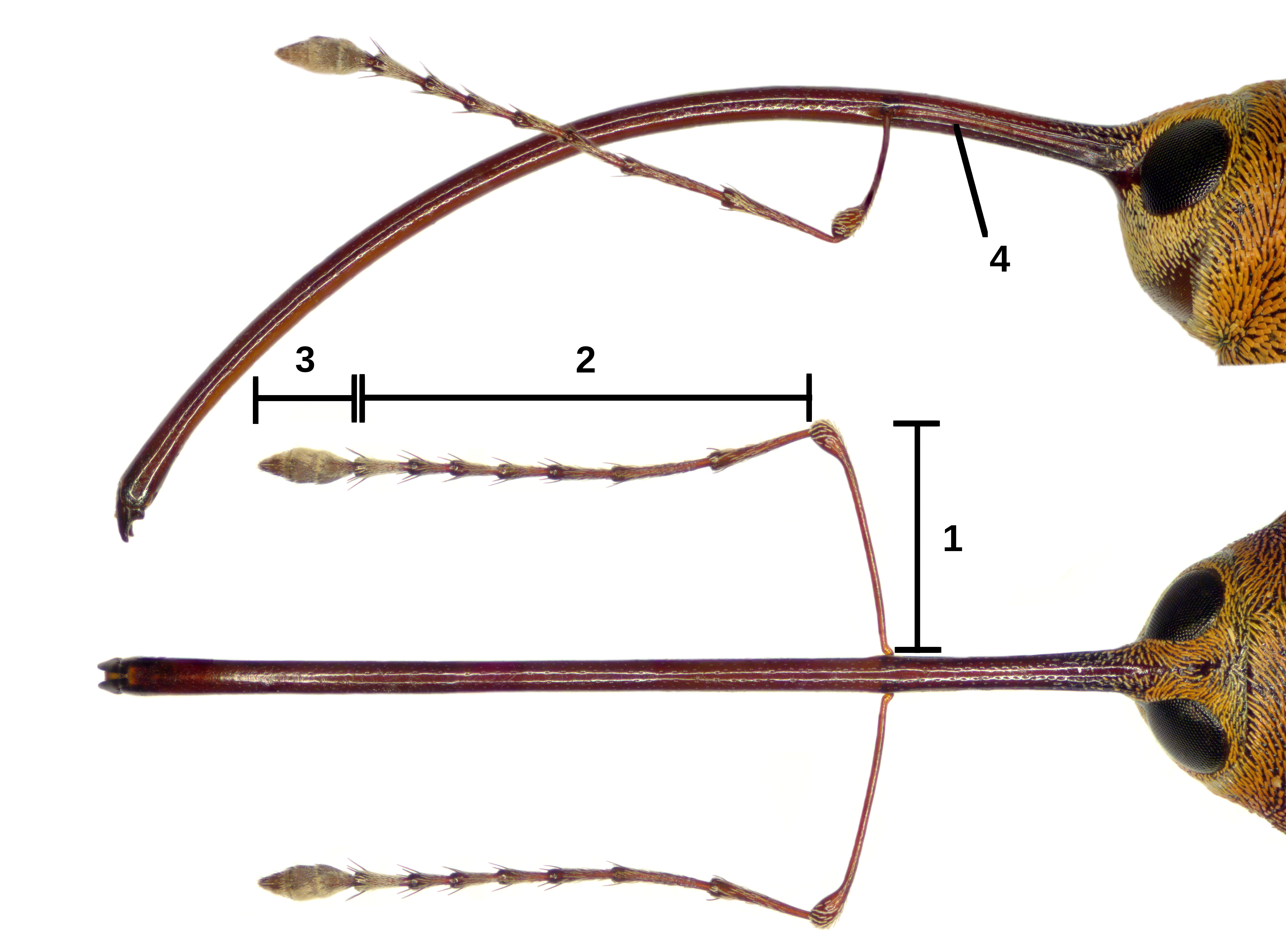
Wygląd rostrum u Słonika żołędziowca.

## Biologia

### Występowanie
Gatunek pospolity. Słonik żołędziowiec występuje głównie w lasach liściastych, gdzie odżywia się żołędziami dębu. Samica składa jaja w żołędziach, a larwy rozwijają się wewnątrz nich. Dorosłe chrząszcze pojawiają się wiosną i są aktywne do jesieni.

### Cykl życiowy
Cykl życiowy Curculio glandium trwa dwa lata. Dorosłe chrząszcze pojawiają się wiosną i żerują na pąkach oraz liściach od maja do końca sierpnia. Samice składają jaja wewnątrz dojrzewających orzechów, zazwyczaj pod koniec lipca. Po około tygodniu wylęgają się larwy, które żerują wewnątrz orzecha przez około miesiąc. Wczesną jesienią larwy opuszczają orzech i zakopują się w ziemi, gdzie przechodzą fazę przeobrażenia. Dorosłe chrząszcze wychodzą z ziemi w kolejnym roku. Osiągają dojrzałość płciową około czerwca lub lipca.